# Mariä Himmelfahrt (Leiblfing)

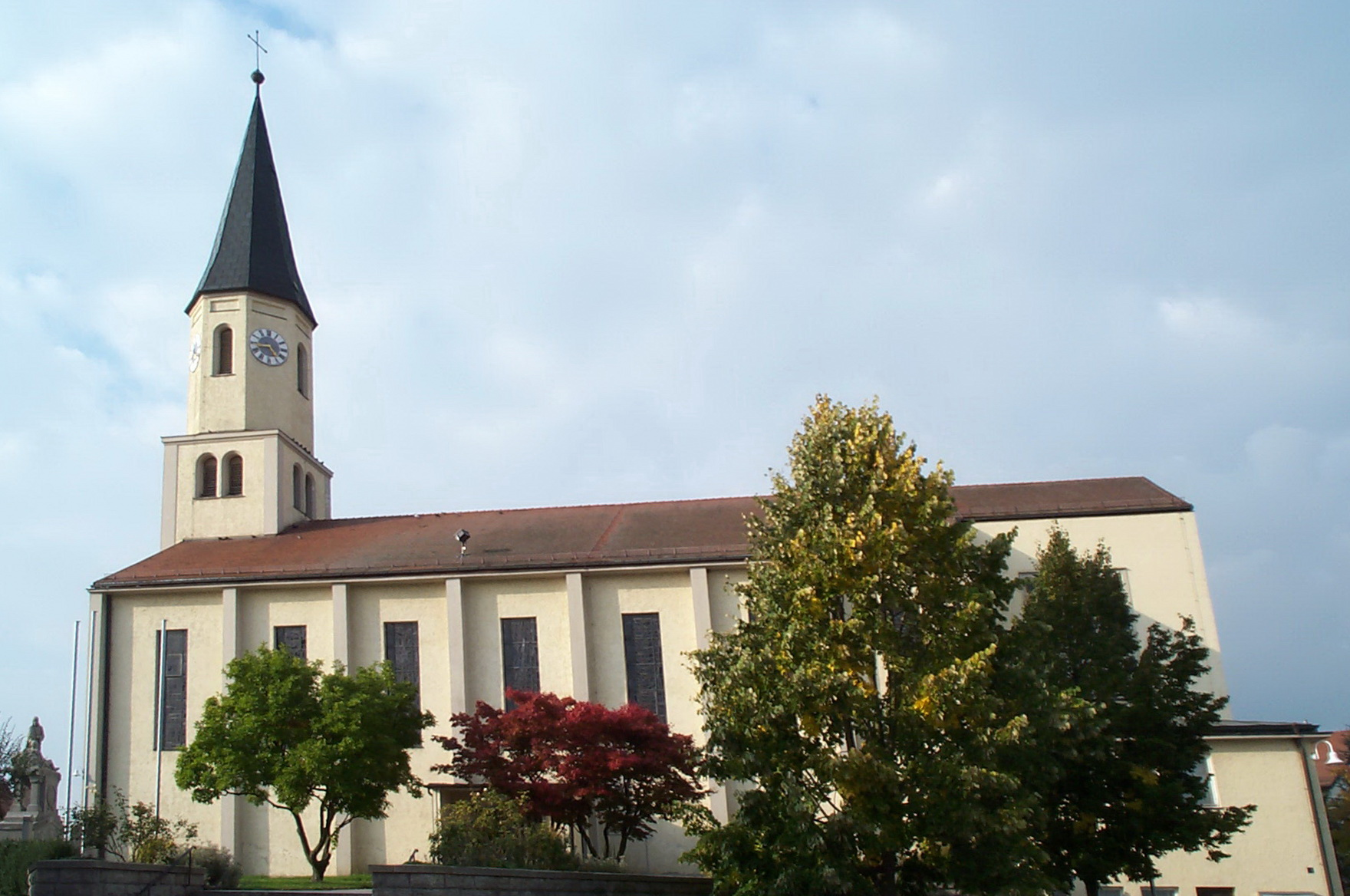
Außenansicht der Pfarrkirche Mariä Himmelfahrt in Leiblfing

Die römisch-katholische Pfarrkirche Mariä Himmelfahrt in Leiblfing im niederbayerischen Landkreis Straubing-Bogen ist ein stattlicher moderner Bau, der im Jahr 1959 errichtet wurde. Dabei wurde der Turm der Vorgängerkirche, der im Kern barock, aber neugotisch verändert ist, mit einbezogen. Dieser ist beim Bayerischen Landesamt für Denkmalpflege als Baudenkmal mit der Nummer D-2-78-146-2 eingetragen.

## Geschichte
Der Ortsname Leiblfing verweist auf eine Gründung im frühen Mittelalter. Auch die Pfarrei dürfte bereits sehr alt sein; möglicherweise bestand sie bereits im 8. Jahrhundert. Darauf verweist zum Beispiel der weit ausgedehnte Pfarrsprengel, der sich im Laufe der Jahrhunderte nur wenig verändert hat. Im Spätmittelalter befand sich an der Stelle der heutigen Kirche bereits ein romanischer Bau, der jedoch im Jahr 1504 bis auf die Grundmauern abbrannte. In der Folge wurde unter Einbeziehung des romanischen Mauerwerks ein spätgotischer Bau errichtet.
Mehrere Umbauten veränderten das Erscheinungsbild der Pfarrkirche stark. So wurden beispielsweise im Jahr 1707 das Langhaus und der Turm im Barockstil neu errichtet.
In der Nacht vom 7. auf den 8. August 1846 wurde durch Brandstiftung fast ganz Leiblfing in Schutt und Asche gelegt. Auch der Kirchturm wurde ein Raub der Flammen, während das Kirchenschiff gerettet werden konnte. Im Folgejahr 1847 wurde der Turm in seiner heutigen Form wiederaufgebaut, beeinflusst durch die aufkommende Neugotik. Im gleichen goss der Straubinger Xaver Gugg vier neue Glocken aus dem beim Brand geschmolzenen Material. Diese blieben bis zum Zweiten Weltkrieg erhalten und mussten dann abgeliefert werden. Im Jahr 1950 wurden sie durch drei neue Glocken ersetzt, die bis heute vom Leiblfinger Kirchturm läuten.
In den Jahren 1857 bis 1859 erfolgte eine Erweiterung des Kirchenbaus im neugotischen Stil. Am 19. September 1859 konsekrierte Bischof Ignatius von Senestrey den Erweiterungsbau, bevor er genau hundert Jahre später wieder abgerissen werden sollte. 1879 erhält die Kirche drei neugotische Altäre. Im Jahr 1893 wurde der Friedhof aus dem Umfeld der Kirche an den Ortsrand verlegt. Um diese Zeit erfolgte zudem eine vollständige Außen- und Innenrenovierung.
Am 14. Juni 1959 erfolgte nach dem Abriss der alten Pfarrkirche die Grundsteinlegung für den Neubau. Bereits am 11. September desselben Jahres konnte das Richtfest gefeiert werden. Am 19. Dezember 1959 fand der erste Gottesdienst in der neu errichteten Kirche statt. Die Konsekration durch Weihbischof Josef Hiltl erfolgte erst am 8. Dezember 1960.
In den Jahren 1981 bis 1983 wurde die neue Pfarrkirche erstmals innen und außen renoviert sowie den Anforderungen des Zweiten Vatikanischen Konzils entsprechend umgestaltet. Am 14. Juni 1993 nahm Weihbischof Vinzenz Guggenberger die Weihe der neuen Orgel von der Firma Orgelbau Sandtner aus Dillingen an der Donau vor. Im Jahr 1998 konnte neben dem Pfarrhaus außerdem nach einjähriger Bauzeit ein modernes Pfarrheim eingeweiht werden.
2001 erfuhr die Pfarrei Leiblfing durch die Dekanatsreform eine einschneidende Gebietsveränderung, da die Expositur Hüttenkofen (mit Puchhausen) der Pfarrei Mengkofen angegliedert wurde. In den Jahren 2004 bis 2007 entstand eine Jahreskrippe mit Figuren der Künstlerin Angela Tripi aus Palermo. Die 13 Szenen werden im Verlauf von zwei Jahren gezeigt. In den Jahren 2011 bis 2013 wurde die Pfarrkirche erneut durchgreifend renoviert. Die Maßnahmen waren dringend nötig geworden, da sich Risse in den tragenden Betonpfeilern gebildet hatten, die bis zur Stahlbewährung reichten.

## Architektur
Der für eine Dorfgemeinde überaus stattliche moderne Kirchenbau wird von außen sichtbaren Stahlbetonpfeilern getragen. Je Seite sind acht Pfeiler zu finden, welche das Langhaus in sieben Joche einteilen. Im Osten schließt sich der deutlich eingezogene Chor über rechteckigem Grundriss an, der mit dem Langhaus unter einem gemeinsamen Satteldach vereint ist. An der Nordseite des Chorraums ist die Sakristei angebaut. Der historische Turm steht exakt in der Mittelachse des Kirchenschiffes und ist weit in dieses eingerückt. Der quadratische Unterbau ist bis auf Lisenen an den Kanten weitgehend ungegliedert. Knapp über dem Dachfirst des Kirchenschiffs verjüngt sich der Turm und geht in eine oktogonale Form über. Den oberen Abschluss bildet ein achtseitiger neugotischer Spitzhelm. Portale befinden sich im Turmerdgeschoss.

## Ausstattung
Der Innenraum wird durch farbige Glasfenster mit Darstellungen aus dem Alten Testament in ein besonderes Licht getaucht. Der Chorraum wird von einem monumentalen Mosaik der Himmelfahrt Mariens dominiert. Es ist 56 Quadratmeter groß und wurde aus Kunstglas hergestellt. Ein Kranz aus Mosaikbildern, die den Kreuzwegzyklus bilden, umgibt das ganze Langhaus.

### Orgel

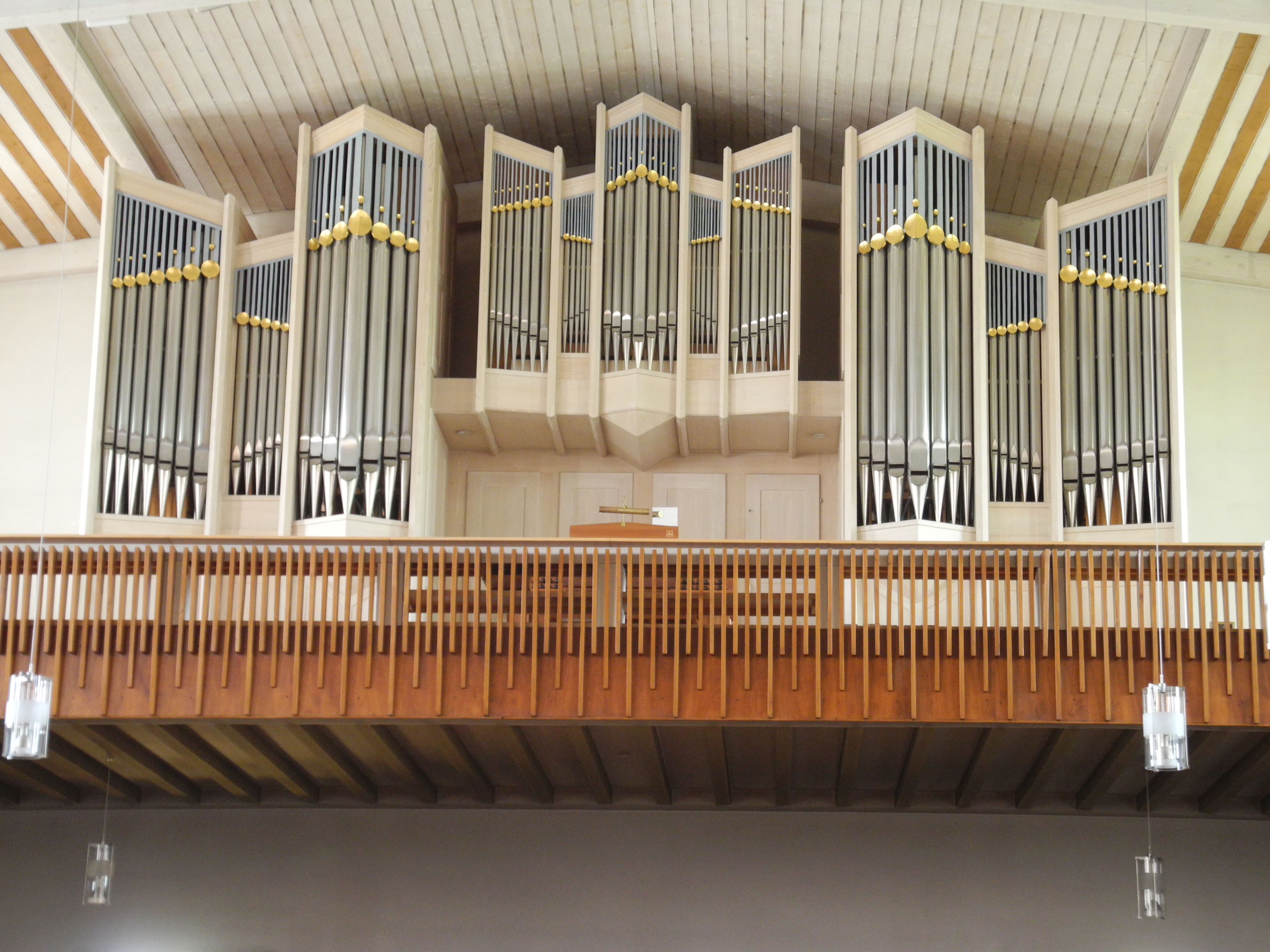
Sandtner-Orgel (II/P, 32), erbaut 1993

Auf der rückwärtigen Empore befindet sich seit 1993 eine Orgel mit insgesamt 32 Registern auf zwei Manualen und Pedal. Diese wurde von der Firma Orgelbau Sandtner errichtet. Der Prospekt passt sich mit seiner zur Mitte hin ansteigenden Form der Dachneigung an. Dabei ist das Gehäuse in drei Felder aufgeteilt. Die beiden äußeren Felder sind ihrerseits wiederum dreiteilig und enthalten die längeren Orgelpfeifen; das mittlere mit den kürzeren Orgelpfeifen ist fünfteilig.

### Geläut
Das Geläut der Leiblfinger Pfarrkirche besteht aus drei Glocken, die 1950 gegossen wurden. Die größte ist die Marienglocke mit 1460 Kilogramm. Außerdem läuten die Christkönigsglocke mit 910 Kilogramm und die Michaelsglocke mit 340 Kilogramm von dem neugotischen Turm.